# Théâtre de l'Égypte antique
L'existence d'un théâtre de l'Égypte antique, longtemps ignorée, est attestée depuis la première moitié du XXe siècle par les travaux des égyptologues Kurt Heinrich Sethe puis Étienne Drioton. 

## Caractéristiques
Il s’agit d’un théâtre dans lequel un membre haut placé de la cité, metteur en scène improvisait des représentations. En effet, les spectateurs étaient convoqués et hypnotisés afin de servir d’acteurs. Ce type de théâtre convoquait d’anciennes croyances approuvées de tous. Pendant certaines représentations, le public aurait pu rentrer dans de longues transes dans lequel le spectacle et l’histoire étaient amenés avec magie. Cette ancienne méthode était spectaculaire. Peu à peu, la tradition n’ayant pas été communiquée car très sacrée, les méthodes ont dû être modifiées. Pour la population, cette méthode reste une grande fierté même si les croyances actuelles diffèrent à ce sujet, en faisant ainsi une légende pour l’art théâtral.[réf. nécessaire]

## Ressources en ligne
- Étienne Drioton, « La question du théâtre égyptien », Comptes rendus des séances de l'Académie des Inscriptions et Belles-Lettres, volume 98, numéro 1, p. 51-63, 1954, persee.fr
- Henry de Morant, « Aspects sociaux de l'Égypte pharaonique », Annales, Économies, Sociétés, Civilisations, volume 12, numéro 3, p. 472-473, 1957, persee.fr
- Peter Ukpokodu, « Origines égyptiennes du théâtre occidental : obscurantisme scolastique ou ignorance coupable ? », L'Annuaire théâtral : revue québécoise d’études théâtrales, no 15, p. 9-20, 1994, erudit.org
- « Le théâtre de l'ancienne Égypte », larousse.fr
- Sayed Attia Abul Naga, « Le théâtre dans le monde arabe — 1. L'absence du théâtre dans la littérature classique », universalis.fr